# Cometa Pereyra
Cometa Pereyra (denumire oficială: C/1963 R1; alte denumiri: 1963 V, 1963e) a fost o cometă strălucitoare, care a fost descoperită în 1963. A fost un membru al grupului lui Kreutz, un grup de comete care trec foarte aproape de Soare.

## Descoperirea
Cometa a fost prima oară văzută la 14 septembrie 1963, de Z.M. Pereyra de la Observatorul din Cordoba,  din Argentina. Astronomul britanic George Alcock a raportat mai târziu că a observat un fascicul subțire de lumină, pe cer, la 12 septembrie, care ar fi putut fi coada cometei.
Cometa a fost strălucitoare, cu magnitudinea aparentă  2, și a avut o coada scurtă de cel mult un grad. În următoarele câteva zile, cometa s-a stins rapid, la sfârșitul lunii septembrie, după ce a trecut deja la periheliu, deși coada sa crescuse la aproximativ 10° în lungime.
În perioada sa scurtă de vizibilitate ochiul liber, a fost pe larg observată în emisfera sudică.

## Orbita
Orbita cometei este retrogradă, perioada sa de revoluție, care nu a fost posibil să fie determinată cu precizie, este cuprinsă între 800 și 900 de ani.